# G. Görgényi István
G. Görgényi István (feltehetően 1940 után hunyt el) magyar író.

## AVilágvárosi Regényeksorozatban megjelent kisregényei
- G. Görgényi István: Élni is kell!, 855. szám, 1941
- Görgényi István: Klubház a vízen, 952. szám, 1942